# 윈도우 하드웨어 인증 키트
윈도우 하드웨어 인증 키트(Windows Hardware Certification Kit, 이전 이름: 윈도우 로고 키트/WLK)는 마이크로소프트에서 윈도우용 장치를 보증하기 위하여 공급하는 테스트 자동화 프레임워크이다.
자동화된 스케줄링과 실행으로 드라이버 테스트가 공급되며, 하드웨어 제조사들은 마이크로소프트 디자인드 포 윈도우 로고(Microsoft Designed for Windows Logo)를 사용할 수 있는 권한을 부여 받기위해 필요하다. 또한 사용자가 만든 드라이버를 스스로 자동화 테스트를 할 수 있게 하였다. 이 테스트들은 마이크로소프트로부터 공급된 로고 테스트들로 섞이거나 짝을 이룰 수 있다

## 역사
윈도우 2000, XP, 2003 기간 동안 오래된 툴인 하드웨어 호환성 테스트(HCT)다 드라이버들의 인증을 위해 사용되었지만, 윈도우 비스타가 출시되면서 드라이버 테스트 매니저(DTM)이 공급된 모든 플랫폼들의 드라이버 보증을 대신하게 되었다. 그 때는 DTM은 마이크로소프트 DDK(WDK)의 한 부분이였다. 나중에 DTM은 WDK로부터 분리되어 현재의 이름인 윈도우 로고 키트가 되었다.

## 같이 보기
- WHQL 테스팅 – 윈도우 하드웨어 품질 테스트